# 高橋広行
高橋 広行（たかはし ひろゆき、1957年2月15日 - ）は、日本の実業家。JTB取締役会長、日本旅行業協会会長。

## 人物・経歴
徳島県出身。1979年関西学院大学法学部卒業、日本交通公社（現JTB）入社。高松支店長、広島支店長等を経て、2010年取締役旅行マーケティング戦略部長に昇格。2012年常務取締役兼JTB西日本代表取締役社長。2014年から2020年6月30日までJTB代表取締役社長を務め、同年7月1日より現職。海外展開の強化や訪日外国人旅行客への対応などを進めた。日本観光振興協会副会長、日本イベント産業振興協会副会長、日本旅行業協会会長も務めた。